# Lasseria
Lasseria is een monotypisch geslacht van schimmels uit de orde Helotiales. Het bevat alleen Lasseria chrysophthalma.